# Ceiba pentandra
Il kapok (Ceiba pentandra (L.) Gaertn., 1791) è una pianta della famiglia delle Malvacee (sottofamiglia Bombacoideae).

## Descrizione

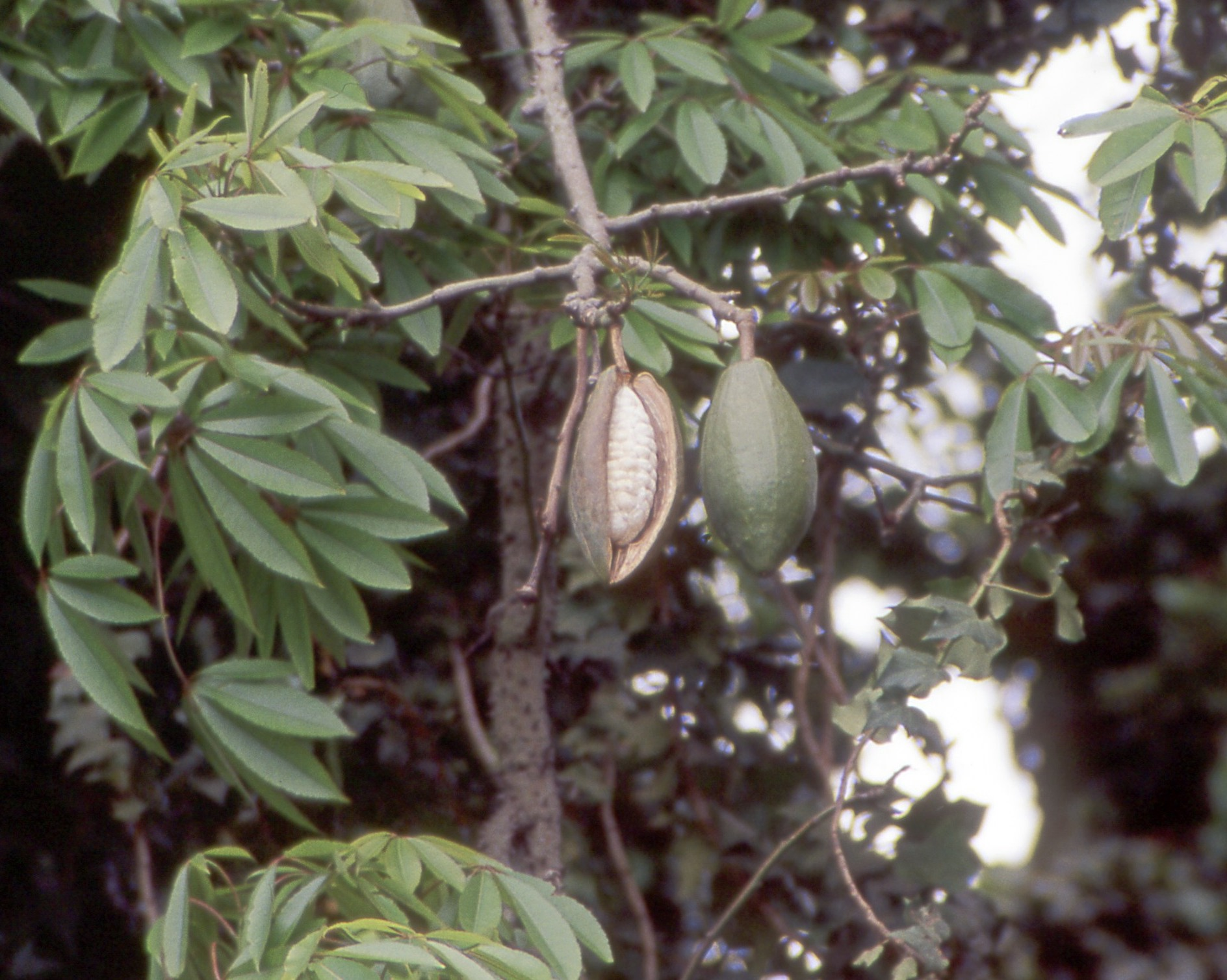
Frutti

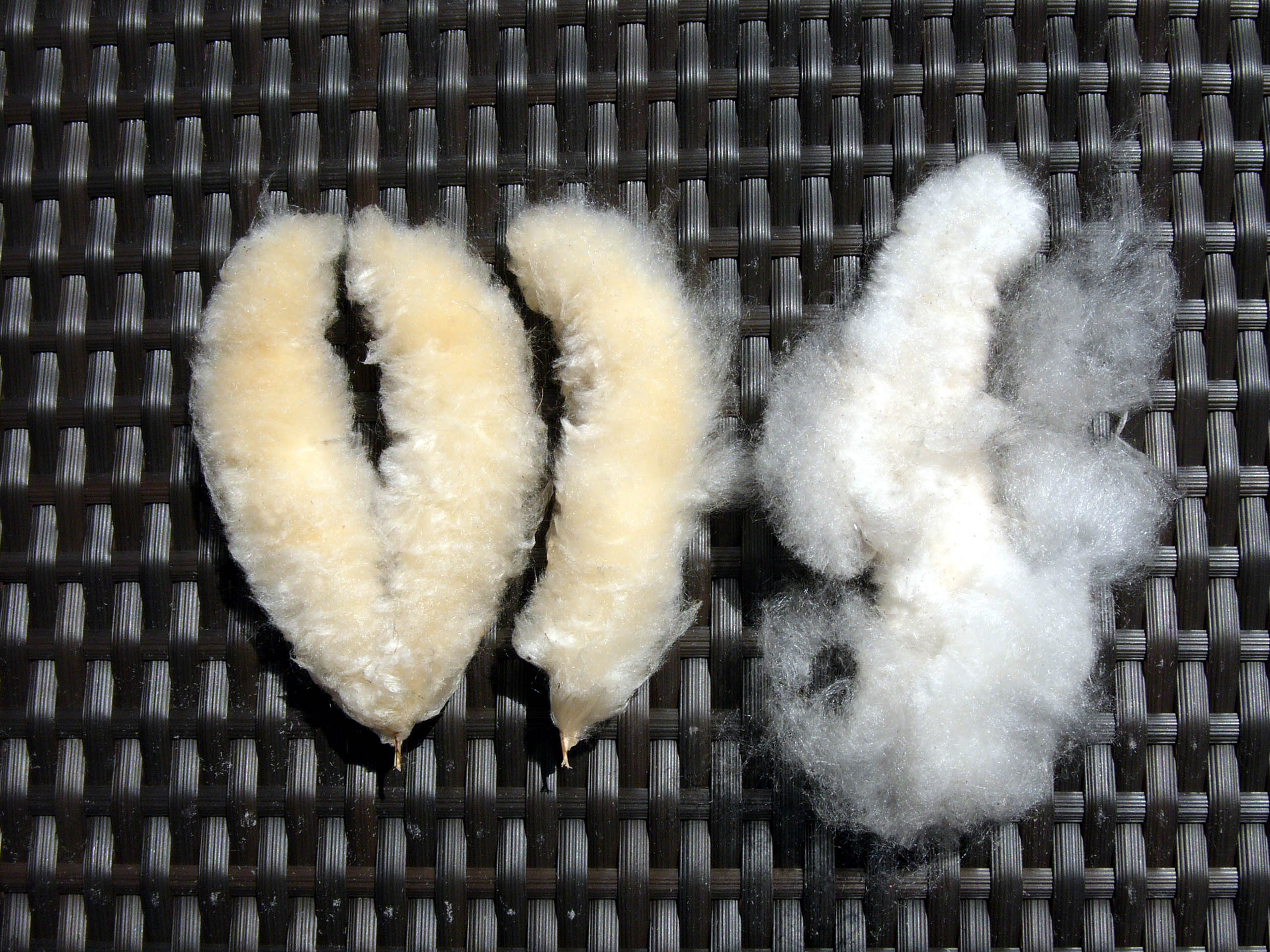
Fibra di kapok

L'albero raggiunge una altezza di 60–70 m ed è dotato di un tronco massiccio che raggiunge i 3 m di diametro. Il tronco così come molti dei rami più larghi sono fittamente ricoperti di larghe e robuste spine.

Le foglie sono composte da 5 a 9 foglioline più piccole, ognuna lunga fino a 20 cm.

Gli alberi adulti producono diverse centinaia di frutti, contenenti numerosi semi circondati da una fibra lanosa e giallastra costituita da lignina e cellulosa.
.

## Biologia
Il polline dei fiori di C. pentandra è gradito a molte specie di animali sia notturni (pipistrelli, piccoli marsupiali, scimmie, e falene) sia diurni (api, colibrì), ma l'opera principale di impollinatore è svolta da due specie di pipistrelli: Phyllostomus hastatus e Phyllostomus discolor.

## Distribuzione e habitat
La specie è ampiamente diffusa:
- in America del nord: Messico e in America centrale: Belize, Costa Rica, El Salvador, Guatemala, Honduras, Nicaragua, Panama e nei Caraibi (Barbados, Cuba, Repubblica Dominicana, Grenada, Guadalupa e Martinica, Haiti, Giamaica, Montserrat, Antille olandesi, Porto Rico)
- nella parte settentrionale del Sud America: Guyana francese, Guyana, Suriname, Venezuela, Brasile, Bolivia, Colombia, Ecuador, Perù e Argentina.
- in Africa: Sudan, Tanzania, Uganda, Burundi, Camerun, Gabon, Ruanda, Zaire, Benin, Costa d'avorio, Ghana, Guinea-Bissau, Mali, Burkina Faso, Nigeria, Senegal, Sierra Leone, Togo, Angola, Malawi, Mozambico, Zambia, Etiopia e Gibuti.

È stata introdotta, ed è oramai naturalizzata, in Asia, in particolare a Giava, in Thailandia, a Ceylon, in Malaysia, in Indonesia, nelle Filippine.

## Usi
Il kapok, con la sua densità di 0,35 g/cm³, è la fibra naturale più leggera del mondo. Il kapok è una fibra cava lunga da 2 a 4 cm, con circa l'80% d'aria incorporata. Questa caratteristica ha indotto per molto tempo a ritenere impossibile filare il kapok. Le fibre vengono estratte a mano da baccelli lunghi 10/15 cm. Fino a poco tempo fa il suo uso era limitato all'imbottitura di materassi, trapunte e imbottiti, ma ora dopo gli sviluppi in materia di filatura, alcune aziende di abbigliamento hanno introdotto il kapok nelle loro collezioni producendo soprattutto pantaloni. È una fibra totalmente biologica in quanto cresce spontaneamente in natura. Particolarmente indicata per chi soffre di allergie.

## Nella cultura di massa

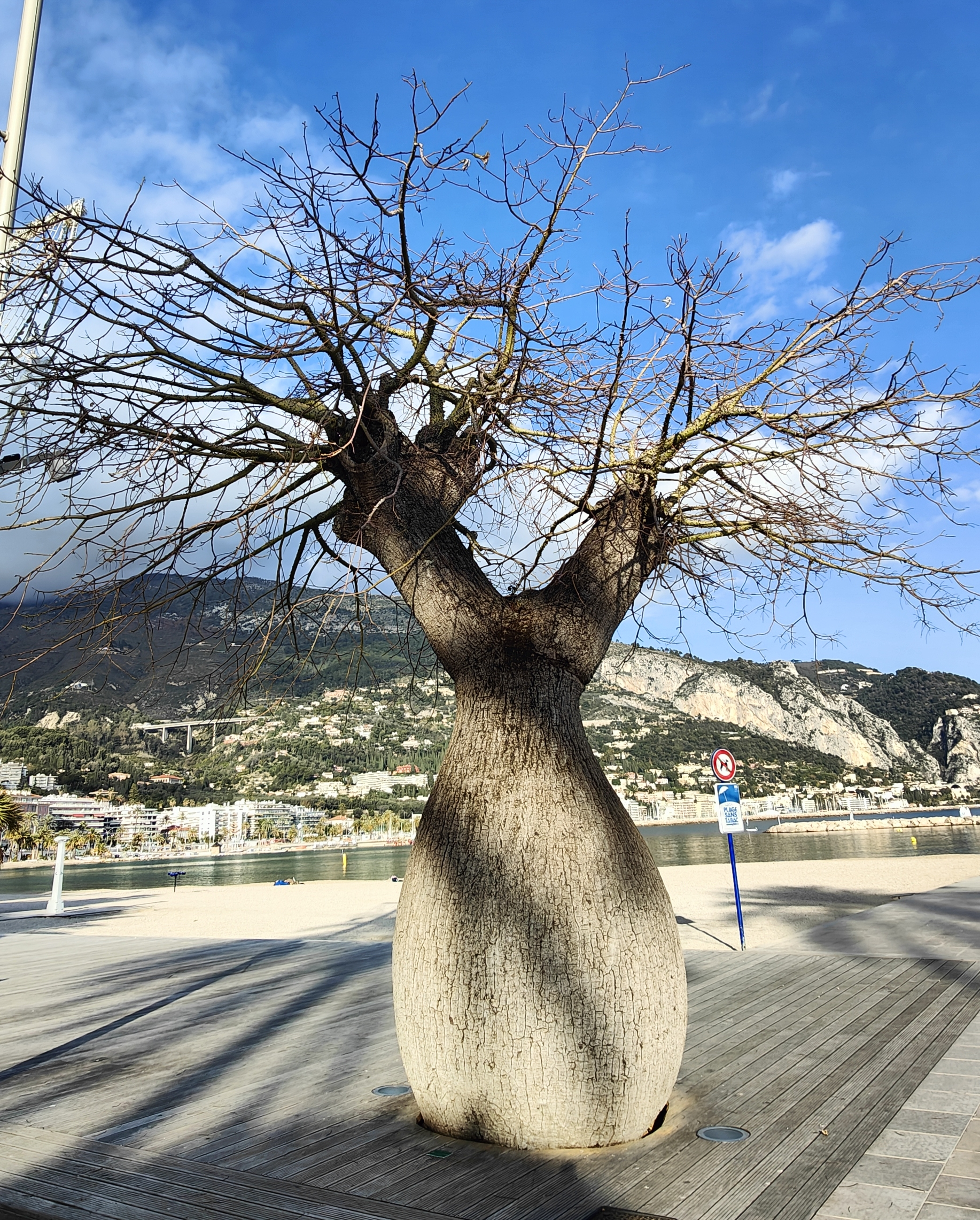
Esemplare a Mentone. Nella targa esplicativa viene indicato Ceiba insignis "Fromager", termine francese di origine vernacolare incerta indicante il Kapok, la Ceiba pentandra, alberi tutti appartenenti alla varietà Ceiba

Quest'albero figura nello stemma e nella bandiera della Guinea Equatoriale, essendo molto diffuso nelle foreste del paese e originariamente emblema di Bata, capoluogo della provincia del Rio Muni. Inoltre venne utilizzato anche perché vi si firmò il primo trattato di pace tra i leader locali e gli spagnoli il 15 marzo 1843.

Bandiera della Guinea Equatoriale

Il kapok è reso popolare anche dal suo fiore, simbolo della China Southern Airlines e della città di Canton.